# Synthecium dentigerum
Synthecium dentigerum is een hydroïdpoliep uit de familie Syntheciidae. De poliep komt uit het geslacht Synthecium. Synthecium dentigerum werd in 1922 voor het eerst wetenschappelijk beschreven door Jarvis. 